# 15소년 표류기: 해적섬을 탈출하라
《15소년 표류기: 해적섬을 탈출하라》(十五少年漂流記〜海賊島DE!大冒険〜)는 일본의 애니메이션 영화이다.

## 줄거리
슬기와 지혜 그리고 협동으로 해적섬을 탈출하라!
심해 탐사선 아틀란티스호를 제작한 회사의 아들인 부함장 레몬은 친구들과 함께 아빠몰래 아틀란티스호를 타고 시범운행을 하던도중 불의의 사고로 탈출선을 타고 탈출하지만 뜻하지 않게 아무도 모르는 섬으로 표류하게 된다. 그 섬은 전파가 통하지 않는 곳이지만 어떻게든 그 곳을 탈출하려고 갖은 방법을 다 써보지만 허사임을 알게 된다. 한편 한 무리의 해적들도 우연히 같은 곳으로 표류를 하게 되며 먼저 그 섬에 도달한 15소년 일행을 발견하고는 그 섬을 탈출하기 위해 15소년을 이용하고자 공격을 감행한다. 과연 그들은 무사히 그 섬을 빠져나갈 수 있을 것인가…

## 배역
- 마츠모토 리카 - 도리안
- 토요사키 아키 - 레몬
- 오노 카린 - 체리
- 오노 켄쇼
- 마츠카타 히로키
- 나카츠 마리코